# Розенталь, Изидор
Изидор Розенталь (нем. Isidor Rosental; 16 июля 1836, Лабишин — 2 января 1915, Эрланген) — немецкий физиолог.

## Биография
Окончил Берлинский университет в 1859 году, учился у Эмиля Генриха Дюбуа-Реймона. В том же году стал ассистентом физиологического института в Берлине, где в 1867 году был избран экстраординарным профессором; с 1872 года ординарный профессор физиологии и гигиены в Эрлангене.

## Основные труды
- «Die Atembewegungen und ihre Beziehungen zum Nervus vagus» (Берлин, 1862)
- «Elektrizitätslehre für Mediziner und Elektrotherapie» (там же, 1862; 6 изд., вместе с Бернгардом, там же, 1883)
- «Zur Kenntnis der Wärmeregulierung bei den warmblütigen Tieren» (Эрланген, 1872)
- «Ziele und Aussichten der Gesundheitspflege» (там же, 1876)
- «Bemerkungen über die Thätigkeit der automatischen Nervenzentra, besonders über die Atembewegungen» (там же, 1875)
- «Allgemeine Physiologie der Muskeln und Nerven» (Лейпциг, 1877)
- «Atembewegungen und Innervation derselben»" (в «Handbuch der Physiologie» Германна, т. 4, там же, 1882)
- «Bier und Branntwein in ihrer Bedeutung für die Volksgesundheit» (Берлин, 1881; 2 изд., 1893)
- «Vorlesungen über öffentliche und private Gesundheitspflege» (Эрланген, 1887; 2 изд., 1889).

Редактировал в 1869—75 гг. «Zentralblatt für die medizinischen Wissenschaften» и немецкое издание «Internationalen wissenschaftlichen Bibliothek» (Лейпциг, 1873—85) и издавал (вместе с Рессом и Зеленкой) «Biologisches Zentralblatt» (с 1881 г.).